# Escudo de Pamplona
El escudo de la Ciudad de Pamplona (Iruña en euskera) posee la siguiente descripción heráldica:

El escudo de Pamplona es apuntado con las siguientes piezas y esmaltes: en campo de azur (azul), león pasante de plata, lampasado y armado de gules y surmontado, al centro, por corona real de oro; como bordura lleva las armas de Navarra, cadenas de oro sobre gules. A ello se añade un ornamento exterior o timbre definido en el Libro de Oro de la Ciudad como corona ducal.

## Versiones
Normalmente se representa con un escudo de forma apuntada y de timbre una corona formada por cuatro florones (tres de ellos a la vista) con forma de lis o con forma de flor de tres pétalos y otros cuatro de menor tamaño (Dos de ellos a la vista), con forma de trébol de tres hojas, que pueden sustituirse por una perla.
El Ayuntamiento de Pamplona también utiliza un logotipo, hecho a partir del escudo pero con líneas más simplificadas. Esta versión es utilizada por el Ayuntamiento de Pamplona en papelería y mobiliario urbano
| |                                                                             |                                                                           |                                                                                    |
| Versión tradicional, utilizada por el Ayuntamiento de Pamplona hasta 1995 y aún presente en la mayoría de las banderas de la ciudad. | Versión ovalda utilizada por el Ayuntamiento de Pamplona entre 1995 y 1999. | Versión utilizada por el Ayuntamiento de Pamplona en actos protocolarios. | Versión utilizada por el Ayuntamiento de Pamplona en papelería y mobiliario urbano |

## Reverso
El escudo de Pamplona tiene la originalidad de tener reverso. La imagen mostrada son las cinco llagas sangrantes, haciendo referencia a las heridas recibidas por Jesucristo en el martirio de la cruz: Clavos en pies y manos y la herida de lanza del costado, rodeadas por la corona de espinas.
En 1599 se propagó una epidemia de peste que provenía de los puertos guipuzcoanos, en Pamplona cundió el pánico ante las noticias de la proximidad de los contagios. Un predicador de la ciudad tuvo la revelación de que aquellos que cosieran a su pecho las heridas de la pasión, se verían libres del terrible mal. Al verse libre Pamplona de esa epidemia, en gran medida, el Regimiento de la ciudad acordó realizar solemne voto a las cinco llagas, con obligación de renovarlo anualmente, renovación que se realiza en la actualidad, así como incorporar al reverso del escudo el símbolo y construir una ermita a San Roque, patrón contra la peste. La ermita se construyó fuera muros, en los terrenos que ocupaba la cárcel y la audiencia, actual calle San Roque. Fue demolida en previsión del sitio que se disponían a hacer las tropas francesas de la Convención. 

## Historia

Versión heráldica en medio punto del escudo de Pamplona basada en el blasón, donde dice que va timbrado con corona ducal, la cual es definida como una corona que está compuesta por un cerco de metal precioso y pedrería, decorado con ocho florones semejantes a las hojas de apio que se sostienen sobre puntas elaboradas con el mismo metal que la base.

Carlos III El Noble al otorgar a Pamplona el Privilegio de la Unión, con el que convertía los antiguos burgos medievales en un solo municipio, el día 8 de septiembre de 1423, dispuso el capítulo decimoquinto cuales habían de ser las armas que usase la ciudad: 

Todo el dicto pueblo de nuestra dicta Muy Noble Ciutat de Pomplona, unido como dicto es, aya a auer un sieillo grant et otro menor para contra sieillo. Et un pendon de unas mesmas armas, de las quolles el campo sera de azur; et en medio aura un leon pasant, que sera dargent; et aura la lengoa et huynnas  de gulean. Et alrededor del dicto pendon aura un renc de nuestras armas de Nauarra, de que el campo sera de gulean et la cadena que yra alrededor, de oro. Et sobre el dicto león, en la endrecha de su exquina, aura en el dicto campo del dicto pendon una corona real de oro, en senyal que los reyes de Nauarra suelen et deuen ser coronados en la eglesia Cathedral de Santa Maria de nuestra dicta Muy Noble Ciudad de Pomplona.

## Curiosidades
- La ciudad homónima, situada en el departamento de Norte de Santander (Colombia), tiene el mismo escudo.[3]